# Rynin (cràter)

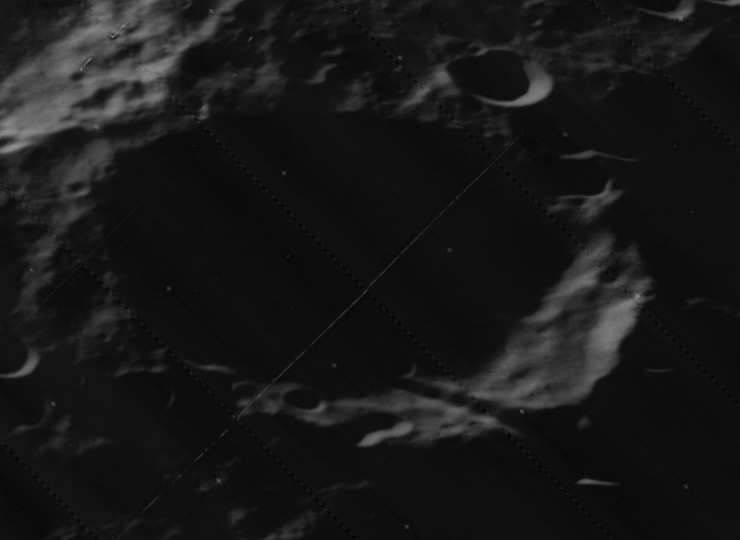
Imatge obliqua de la missió Lunar Orbiter 5, mirant a l'oest

Rynin és un cràter d'impacte que es troba just darrere del limb nord-oest, en la cara oculta de la Lluna. Es troba a l'est del cràter Stefan, més gran, i al sud-oest de Chapman.

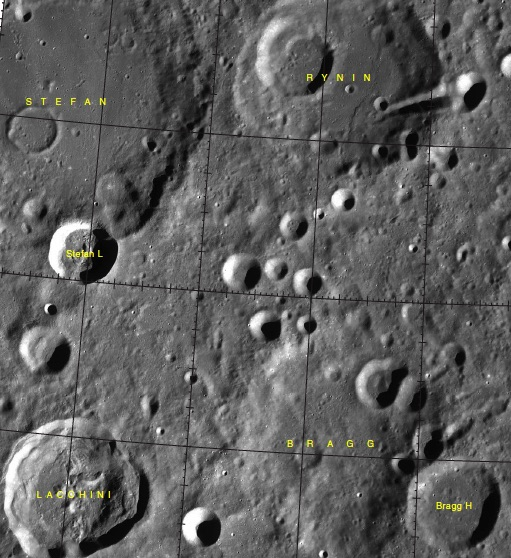
Entorn de Rynin (en la part superior dreta de la fotografia)

És un cràter amb la vora exterior desgastada i arrodonida a causa de l'erosió produïda per altres impactes. La vora es manté relativament ben definida al voltant de la major part del perímetre, però està cobert per diversos cràters petits. En el costat est se situa una llarga cort amb forma de daga que travessa el brocal fins a aconseguir el sòl interior. Aquest tall està connectat amb una formació de cràters exteriors situada al costat de la vora aquest de Rynin. Un acúmul de materials desplomats recorre en la paret interna del cràter cap al nord.
La secció occidental del sòl interior de Rynin està ocupada per un cràter més petit, que s'estén des de la base de la paret interior fins a gairebé el punt mitjà del cràter. Presenta impactes més petits sobre la superfície interior, d'una altra manera relativament plana. Tres d'aquests impactes se situen en la paret interna sud.